# Jean Salives
Pour les articles homonymes, voir Salives.
Jean-Pierre Salives (aussi écrit Salive ; né le 13 pluviôse an VIII soit le 2 février 1800 à Montdoumerc et mort le 31 décembre 1854 à Saint-Maurice) est un maître de pension et principal de collège, auteur d'ouvrages pédagogiques. Il est connu d'avoir été brièvement haut fonctionnaire français, préfet du Gard en 1848, qui, étant catholique, se trouvait en conflit permanent avec les protestants de Nîmes.

## Enseignant
Jean Salives, bachelier-ès-lettres, est vers 1829 instituteur primaire à Paris, où il est autorisé Maître de pension, .  
Dès 1839 et jusqu'en 1846, il est principal du collège de Tarascon, où il enseigne la rhétorique et la philosophie. Il s'agit d'un petit collège communal avec 48 élèves en 1841 et près de 100 élèves en 1845 , . 
Pendant ses années à Tarascon, il publie quelques livres pedagogiques :  
- 1844 : Cours d'analyse cacographique de versions françaises, Impr. d'Aubanel, Avignon
- 1844 : De l'enseignement des langues dans les classes élementaires [9].
- 1844 : Observations intéressantes sur quelques procédés d'enseignement dans les classes d'élémentaire[10]
- 1846 : Enseignement de la langue française par elle-même ou Cours de thèmes français, Tome I, Impr. d'Aubanel, Avignon[11]

De septembre 1846 à juin 1848 il est principal du collège de Saint-Affrique

## Un préfectorat éphémère
Dans le Gard, en 1848, après la révolution de février, les oppositions entre catholiques et protestants sont encore vives. Le Gard est à l'époque une région riche qui déchaîne les passions politico-religieuses. Les protestants y détenaient le pouvoir depuis 1813 et avaient été confirmés dans leur statut par la décision de la monarchie de juillet (1830-1848) d'accorder le pouvoir à la bourgeoisie, cette dernière étant dans le Gard presque exclusivement protestante. L'introduction du suffrage universel remet en cause cet ordre établi et amène les catholiques au pouvoir à l'issue des élections législatives d'avril 1848. Les protestants sont exclus de toutes les fonctions électives. Un conflit politique-religieux est né. Des troubles éclatent dans la ville dès le 27 avril. Des fusillades ont lieu entre catholiques et protestants, faisant un mort et plusieurs blessés. Des femmes sont molestées et des maisons appartenant à des protestants pris pour cibles par les catholiques. 
Dans cette ambiance, le 10 mai la Commission exécutive sous la présidence de François Arago vient au pouvoir. Arago nomme le 2 juin Jean Salives préfet du Gard. Jean Salives est de la majorité catholique. Le choix était mauvais : les protestants sont majoritaires dans la ville de Nîmes et s’opposent à ce préfet catholique. Salives, nouvellement arrivé, accepte d’armer les gardes et affiche sa sympathie pour les légitimistes, attisant l'inquiétude des protestants et des républicains. Du 11 au 14 juin des barricades apparaissent dans les rues de Nîmes. Des luttes violentes ont lieu dans les quartiers nord et ouest, entraînant la mort d'un protestant, Pierre Gros. Salives tentera de se défausser de la responsabilité de ces heurts sur les républicains, sans succès. 
À l'issue des journées de juin (22 au 26 juin 1848), Salives accusera la population protestante d'être opposée à l'ordre et à la liberté, et d'avoir « mis tous leurs espoirs dans le succès de l'insurrection à Paris ». Ces propos, accueillis comme de la calomnie, soulèveront une vague d'indignation dans la population nîmoise. Le procureur général se désolidarisera de Salives, se déclarera « indigné » par le rapport du préfet et traitera ce dernier « d'homme aussi inepte que vantard ». L'administration centrale, qui se méfie des protestants, maintient Salives à son poste en dépit de la vive opposition de la population. 
Le 10 août 1848 ont lieu les premières élections municipales. Le contexte est tendu. Catholiques et protestants sont en opposition, chaque camps cherchant à s'octroyer les places du conseil municipal. Entre les deux tours de scrutin, Salives fera une proclamation dans laquelle il critiquera vivement le choix des électeurs. Cette dernière sera très mal accueillie, et Salives cristallisera sur lui la haine de la minorité protestante qui délaissera l'élection pour faire de son départ sa priorité. Vivement critiqué, dénoncé, suspecté, sa carrière ruinée par les manœuvres souterraines du parti protestant, Salives est démis de ses fonctions le 31 août 1848. Son successeur, Adolphe de Chanal, prend ses fonctions le 2 septembre.

## Retour à l'enseignement
Après son préfectorat, Salives est d'abord nommé principal à Montauban, mais les protestants de Nîmes y avertissent leurs coréligionnaires et Salives n'entre pas en fonction. À la suite de cela, Salives est nommé principal du collège de Castres, poste auquel il ne rencontrera pas davantage de succès. Il prend ses fonctions le 20 septembre 1848. Se considérant promis à une grande carrière, Salives traite ses collègues de l'éducation (professeurs, recteur) et les autorités locales (conseil municipal, sous-préfet) comme des inférieurs. Se conduisant avec une très grande fermeté, il répète sans cesse à qui veut l'entendre qu'il doit nécessairement devenir ministre de l'instruction publique. Il finit par être considéré comme un malade et « un ambitieux frustré se réfugiant dans l'affabulation ». Salives est démis de ses fonctions le 17 septembre 1849. Le bulletin universitaire annonçant cette décision, précise que Salives n'a pas encore de nouveau poste (« à l'égard duquel sera ultérieurement statué »).
Dans les archives nationales se trouve une demande de place de recteur pour Salives, ancien principal du Collège de Castres de 1850, demande apparemment restée sans suite. Il réédite toutefois en 1852 un de ses livres: Enseignement de la langue française par elle-même ou Cours de thèmes français sur un plan entièrement neuf, Impr. Dondey-Dupré, Paris.

## Source
- Adolphe Pieyre, Histoire de Nîmes de 1830 à nos jours : Tome 1, Catelan, 1886 (lire en ligne)
- « Chroniques locales », Journal de Toulouse politique et littéraire, no 230,‎ 1848, p. 1 (lire en ligne)
- Bulletin universitaire : contenant les décrets, règlements et arretés relatifs à l'instruction publique. Tome dix-septième, 1849 (lire en ligne), p. 238
- Yvan Hue, Le collège de Castres : quatre siècles d'efforts, Éditions Midi France, 1981, 342 p. (lire en ligne), p. 164
- Christianisme Et Pouvoirs Politiques 2 : de Napoléon à Adenauer, Presses Universitaires du Septentrion, 1974, 182 p. (ISBN 2859390251, lire en ligne)
- Roland Andreani, Nouvelle histoire de Nîmes, Privat, 2005, 319 p. (ISBN 2-7089-8340-7), p. 202
- Journal de Xavier Marmier